# Melchior Mbonimpa
Melchior Mbonimpa est un écrivain canadien d’origine burundaise. Il est également professeur titulaire au programme en sciences religieuses à l’Université de Sudbury.

## Biographie
Né à Vugizo, au Burundi, Melchior Mbonimpa a été le témoin de l'indépendance burundaise en 1962 et la guerre civile qui a suivi. À l'âge de 19 ans, à la suite du conflit dans son pays natal, il part au Rwanda et Zaïre où il poursuit ses études baccalauréat en philosophie. Il complète ensuite des études de maîtrise et de doctorat en philosophie à Rome à l'Université grégorienne. En 1987, il quitte le Burundi et grâce à une organisation jésuite à laquelle il appartient et s’installe à Montréal, au Québec. Il termine son doctorat en théologie, à l'Université de Montréal. En 1989, il a été professeur à l'Institut Saint-Pierre Canisius de Kimvensa, Zaïre. En 1991, il déménage à Sudbury où il a accepté un poste de professeur à l'Université de Sudbury,. Il est l’auteur de plusieurs essais qui portent sur les enjeux religieux et sociopolitiques en Afrique,,. Son premier ouvrage de fiction, Le totem des Baranda, est publié aux Éditions Prise de parole en 2002.
Melchior Mbonimpa est aussi diplomate. En 1999, il a été un témoin expert au Tribunal pénal international pour le Rwanda en lien avec ses recherches sur les politiques africaines. L’année suivante à Wolvenhof, aux Pays-Bas, il participe à une série d'ateliers au sujet de la paix au Burundi. En 2010, il est conférencier-expert à un symposium pour les évêques catholiques des pays de l’Afrique des Grands Lacs. Ses efforts diplomatiques sont cités comme influents dans le processus de restaurer la paix dans ces régions.
En 2019, il est nommé l'une des 25 personnalités noires canadiennes les plus importantes de la culture franco-ontarienne par Radio-Canada. Il a été parmi les écrivains qui ont participé au festival Thin Air 2020 : livre en fête 2020 (festival international des écrivains) à Winnipeg Manitoba, le 20 septembre 2020. Le 7 novembre 2020, l’auteur a donné un entretien avec Bienvenue Senga sur le parcours d'immigration des personnages du roman Au sommet du Nanzerwé, il s’est assis et il a pleuré. L’activité a été organisée par les Éditions Prise de parole et le Centre de santé communautaire du Grand Sudbury. Melchior Mbonimpa a participé à un autre événement littéraire, « La Croisée des mots », organisé par L’Association des auteures et auteurs de l’Ontario français (AAOF) et la Bibliothèque publique de Hearst.

## Le totem des Baranda(2001)
Dans Le Totem des Baranda, Melchior Mbonimpa plonge son lecteur dans l’atmosphère des guerres tribales des Grands Lacs africains grâce à la reconstitution de l’histoire généalogique de l'héroïne Niki qui s’intéresse aux archives ancestrales des Baranda. Le récit épique présente l’histoire d’une famille qui s’étend sur cinq siècles, présentée en douze récits d'ancêtres. Ignorant l’histoire de sa famille, Niki, qui grandit en Amérique, ressent un malaise identitaire dès son enfance. Étant éloignée de ses racines ancestrales, elle refuse la modernité et s’isole dans le sous-sol de la maison pour réaliser sa quête identitaire. La protagoniste est attachée à sa culture d’origine africaine contrairement à son père qui préfère rester éloigné de son pays natal, de son passé et de ses ancêtres. C’est en déménageant que Niki trouve la liberté et son identité profonde. La protagoniste illustre son envie de demeurer sur la terre des ancêtres éternellement et l’affirme clairement lorsqu’elle dit : « mon aventure sur la terre des ancêtres se poursuivra jusqu’à ma mort » (Le Totem des Baranda, p 294). Le récit évoque des thèmes tels que la tradition ancestrale, la liberté, l’amour, la quête identitaire, la migration et surtout le thème principal qui est l’identité africaine. Ainsi, Le Totem de Baranda de Melchior Mbonimpa intègre l’imaginaire et l’identité africaines dans la littérature franco-ontarienne.

## Au sommet du Nanzerwé il s'est assis et il a pleuré(2020)
Dans son septième roman, Au sommet du Nanzerwé, il s’est assis et il a pleuré, Melchior Mbonimpa examine la complexité des vécus des Africains qui ont vécu à la fin du colonialisme pendant les années soixante. Comme ses autres œuvres, ce roman porte sur la douloureuse réalité de la région politiquement instable des Grands Lacs en Afrique. L’intrigue met en scène Mupagassi, un jeune homme, qui après avoir entendu parlé d’un complot de meurtre, s’enfuit avec son frère Gassongati vers un camp des réfugiés. Une fois sur place, leurs chemins divergent : Gassongati est déterminé à participer à la guerre civile, mais Mupagassi, hanté par la réalité violente dont il a été témoin, sent qu’il doit partir pour toujours et immigrer au Canada. C’est seulement de nombreuses années plus tard, alors que la guerre civile est achevée et à l'exhortation de son frère que Mupagassi décide de se réconcilier avec son passé et de se revoir le paysage où il a grandi. Il affirme alors : « Je retourne au commencement, au lieu de ma naissance » (Au sommet du Nanzerwé, il s’est assis et il a pleuré, p. 315). Grâce à sa propre expérience de l’immigration, l’auteur raconte habilement la douleur qui découle de l’exil mais aussi l’espoir d'une renaissance dans un pays où la paix règne. Parmi les thèmes que Melchior Mbonimpa exploite, on retrouve l’immigration, les conflits et la violence sans oublier les traditions ancestrales.

## Œuvres

### Romans
- 2001 : Le totem des Baranda, Éditions Prise de parole[1]
- 2003 : Le dernier roi faiseur de pluie, Éditions Prise de parole[1]
- 2006 : Les morts ne sont pas morts, Éditions Prise de parole[1]
- 2008 : La terre sans mal , Éditions Prise de parole[1]
- 2012, Le tribu de Sangwa, Sudbury, Éditions Prise de parole[1],[18].
- 2014, Diangombé, l’Immortel, Sudbury, Éditions Prise de parole[1]
- 2020, Au sommet du Nanzerwé, il s’est assis et il a pleuré, Sudbury, Éditions Prise de parole[1]

### Œuvres non-fiction
- 1989, Idéologies de l’indépendance africaine, Paris, L’Harmattan[6].
- 1993, Hutu, Tutsi, Twa, pour une société sans castes au Burundi, Paris, L’Harmattan[6].
- 1994, Ethnicité et démocratie en Afrique, Paris, L’Harmattan[6].
- 1996, Défis actuels de l’identité chrétienne, Paris, L’Harmattan[6].
- 2009, Défis éthiques contemporains. Études de cas, Sudbury, Prise de parole[7].
- 2012, Guérison et religion en Afrique, Paris, L’Harmattan[6].
- 2016, L’Afrique, terre de jihad, Paris, L’Harmattan[6].

### Prix
- 2002: Prix Jacqueline-Déry-Mochon, pour Le Totem des Baranda[1]
- 2006: Prix Christine-Dumitriu-van Saanen, pour Les morts ne sont pas morts[1].
- 2006: Prix de littérature éclairée du Nord, pour Le dernier roi faiseur de pluie[1].
- 2015: Prix de littérature éclairée du Nord, Diangombé l’Immortel[1].
- 2019: nommé l’une des 25 personnalités noires canadiennes les plus importantes de la culture franco-ontarienne par Radio-Canada[9]